# Lanthaan(III)oxide
Lanthaan(III)oxide is een anorganische verbinding van lanthaan en zuurstof, met als brutoformule La2O3. De stof komt voor als witte kristallen, die onoplosbaar zijn in water.
Lanthaan(III)oxide komt in de natuur voor in de mineralen monaziet, ceriet, bastnäsiet, cheraliet en samarskiet.

## Synthese
Lanthaan(III)oxide kan bereid worden uit reactie van lanthaan(III)oxalaat en zuurstofgas:
{\displaystyle {\ce {2La2(C2O4)3 + 3O2 -> 2La2O3 + 12CO2}}}
Een andere methode is de reactie van lanthaan(III)chloride met water, waarbij lanthaan(III)hydroxide gevormd wordt, dat nadien gedehydrateerd wordt door verhitting:
{\displaystyle {\ce {2LaCl3 + 3H2O -> La(OH)3 + 3HCl}}}
{\displaystyle {\ce {2La(OH)3 -> La2O3 + 3H2O}}}
De reactie van lanthaan(III)sulfide met koolstofdioxide levert eveneens lanthaan(III)oxide:
{\displaystyle {\ce {2La2S3 + 3CO2 -> 2La2O3 + 3CS2}}}
Het kan ook bereid worden door verhitting van lanthaan(III)sulfaat:
{\displaystyle {\ce {2La2(SO4)3 -> 2La2O3 + 6SO3}}}

## Reacties
Lanthaan(III)oxide kan in reactie gebracht worden met water, met vorming van lanthaan(III)hydroxide:
{\displaystyle {\ce {La2O3 + 3H2O -> 2La(OH)3}}}
Deze reactie is exotherm en vergelijkbaar met de reactie van calciumoxide met water.

## Eigenschappen
Lanthaan(III)oxide bezit de grootste band gap van alle zeldzame aarde-oxiden, namelijk 4,3 eV. Daarnaast is de roosterenergie zeer laag en de permittiviteit zeer hoog: ε = 27. Lanthaan(III)oxide is een hygroscopische vaste stof, die onoplosbaar is in water, maar wel in verdunde zuren. Het bezit halfgeleidereigenschappen (p-type), omdat de soortelijke weerstand afneemt met toenemende temperatuur. De soortelijke weerstand bij kamertemperatuur bedraagt ongeveer 10 kΩcm.

## Kristalstructuur
Lanthaan(III)oxide neemt een hexagonale kristalstructuur aan en behoort tot ruimtegroep P-3m1. Bij hogere temperaturen wordt het omgezet in een kubische kristalstructuur.
Formeel is lanthaan(III)oxide een sesquioxide.

## Toepassingen
Lanthaan(III)oxide wordt gebruikt in optische materialen om de brekingsindex, de mechanische sterkte en de chemische resistentie te vergroten. De essentiële reactie is deze met boortrioxide:
{\displaystyle {\ce {La2O3 + 3B2O3 -> 2La(BO2)3}}}
In combinatie met oxiden van wolfraam, tantaal en thorium verbetert lanthaan(III)oxide de resistentie van glaswerk tegen inwerking van basen. Verder wordt het verwerkt in piëzo-elektrische en thermo-elektrische materialen en in bepaalde soorten keramiek.